# (885) Ulrike
(885) Ulrike – planetoida z pasa głównego asteroid.

## Odkrycie
Została odkryta 23 września 1917 roku w Obserwatorium Simejiz na górze Koszka na Półwyspie Krymskim przez Siergieja Bielawskiego. Nazwa pochodzi od Ulryki, bohaterki opery Bal maskowy Giuseppe Verdiego. Przed jej nadaniem planetoida nosiła oznaczenie tymczasowe (885) 1917 CX.

## Orbita
(885) Ulrike okrąża Słońce w ciągu 5 lat i 159 dni w średniej odległości 3,09 au. Należy do planetoid z rodziny Themis.